# Tom Sito
Tom Sito (Brooklyn, 19 maggio 1956) è un animatore statunitense.
È noto per aver lavorato nei film Raggedy Ann and Andy: A Musical Adventure (1977), Chi ha incastrato Roger Rabbit (1988), La sirenetta (1989), Il re leone (1994) e Osmosis Jones (2001).

## Riconoscimenti
Nel 2010, Tom Sito è stato premiato con il June Foray Award. Nel 2016, ha ricevuto il Dusty Award dalla Scuola di arti visive di New York.